# Samsung Fun Club
Samsung Fun Club war ein mobiler Dienst, der ab Mitte der 2000er Jahre in verschiedenen Samsung-Telefonen enthalten war, um Klingeltöne und Bilder herunterzuladen, Videoclips anzusehen und Videospiele über die Welt des Internets zu spielen.

## Geschichte
Die Samsung-Fun-Club-Website wurde in den 2000er Jahren eingeführt. Später verwendeten Mobiltelefone, die von Samsung Electronics hergestellt wurden, diese Marke. Ein Beispiel war das SGH-X830, das möglicherweise das letzte Telefon der Marke Samsung Fun Club ist.